# Voleibol de praia nos Jogos Mundiais Militares de 2019 - Feminino
O torneio feminino de voleibol de praia nos Jogos Mundiais Militares de 2019 foi realizado em Wuhan, cujas partidas ocorreram no Hanyang District Beach Volleyball Center, de 21 a 26 de outubro
As onze duplas foram divididos em tres grupos, dois destes com quatro duplas cada e um terceiro com apenas tres duplas. Cada dupla jogou com todos as outras equipes do grupo. Cada vitória valia 2 pontos, e uma derrota 1 ponto. As duas melhores do grupo com menor participantes e  as tres dos outros dois grupos avançaram para as quartas de finais, os vencedores de tal fase disputaram as semifinais, definindo os finalistas e os que disputaram o bronze.

## Medalhistas
|  | CHN China          |  | BRA Brasil                 |  | RUS Rússia                       |
|  | Wang Fan Xia Xinyi |  | Taiana Lima Talita Antunes |  | Nadezda Makroguzova Daria Rudykh |

## Primeira fase

### Grupo A
|     |              |     | Jogos | Jogos | Jogos | Pontos | Pontos | Pontos | Sets | Sets | Sets  |
| Pos | Equipe       | Pts | T     | V     | D     | V      | P      | R      | V    | P    | R     |
| --- | ------------ | --- | ----- | ----- | ----- | ------ | ------ | ------ | ---- | ---- | ----- |
| 1   | Wang-Xia     | 6   | 2     | 2     | 0     | 84     | 51     | 1.647  | 4    | 4    | 1,000 |
| 2   | Bing-Yuan    | 3   | 2     | 1     | 1     | 71     | 60     | 1.183  | 2    | 2    | 1,000 |
| 3   | Krebs-Welsch | 0   | 4     | 0     | 4     | 40     | 84     | 0.476  | 0    | 4    | 0,000 |

Resultados
| 21 de outubro, 2019 17:00 [ Relatório] | Bing-Yuan | 2 — 0       | Krebs-Welsch | Hanyang District Beach Volleyball Center Público: 550 Árbitro(s): OMA Hamed Alriyami RUS Pavel Remizov |
| 21 de outubro, 2019 17:00 [ Relatório] | 21        | Set 1 Set 2 | 10 11        | Hanyang District Beach Volleyball Center Público: 550 Árbitro(s): OMA Hamed Alriyami RUS Pavel Remizov |

| 22 de outubro, 2019 18:00 [Relatório] | Wang-Xia | 2 — 0       | Krebs-Welsch | Hanyang District Beach Volleyball Center Público: 550 Árbitro(s): BRA Ernani Santos OMA Hamed Alriyami |
| 22 de outubro, 2019 18:00 [Relatório] | 21       | Set 1 Set 2 | 8 14         | Hanyang District Beach Volleyball Center Público: 550 Árbitro(s): BRA Ernani Santos OMA Hamed Alriyami |

| 23 de outubro, 2019 18:00 [Relatório] | Wang-Xia | 2 — 0       | Bing-Yuan | Hanyang District Beach Volleyball Center Público: 310 Árbitro(s): CHN Wang Lei CHN Liu Hongyu |
| 23 de outubro, 2019 18:00 [Relatório] | 21       | Set 1 Set 2 | 19 10     | Hanyang District Beach Volleyball Center Público: 310 Árbitro(s): CHN Wang Lei CHN Liu Hongyu |

### Grupo B
|     |                       |     | Jogos | Jogos | Jogos | Pontos | Pontos | Pontos | Sets | Sets | Sets  |
| Pos | Equipe                | Pts | T     | V     | D     | V      | P      | R      | V    | P    | R     |
| --- | --------------------- | --- | ----- | ----- | ----- | ------ | ------ | ------ | ---- | ---- | ----- |
| 1   | Ágatha-Duda           | 8   | 3     | 3     | 0     | 126    | 78     | 1.615  | 6    | 0    | MAX   |
| 2   | Lin-Zhu               | 6   | 3     | 2     | 1     | 115    | 92     | 1.250  | 4    | 2    | 2,000 |
| 3   | Schneider-Koertzinger | 3   | 3     | 1     | 2     | 106    | 107    | 0.991  | 2    | 4    | 0.500 |
| 4   | Munezero-Musabyiwana  | 0   | 3     | 0     | 3     | 56     | 126    | 0.444  | 0    | 6    | 0,000 |

Resultados
| 21 de outubro, 2019 15:00 [ Relatório] | Ágatha-Duda | 2 — 0       | Munezero-Musabyiwana | Hanyang District Beach Volleyball Center Público: 550 Árbitro(s): CHN Wei Yun CHN Wang Lei |
| 21 de outubro, 2019 15:00 [ Relatório] | 21          | Set 1 Set 2 | 8 5                  | Hanyang District Beach Volleyball Center Público: 550 Árbitro(s): CHN Wei Yun CHN Wang Lei |

| 21 de outubro, 2019 16:00 [ Relatório] | Schneider-Koertzinger | 0 — 2       | Lin-Zhu | Hanyang District Beach Volleyball Center Público: 550 Árbitro(s): RUS Pavel Remizov BRA Ernani Santos |
| 21 de outubro, 2019 16:00 [ Relatório] | 14 16                 | Set 1 Set 2 | 21      | Hanyang District Beach Volleyball Center Público: 550 Árbitro(s): RUS Pavel Remizov BRA Ernani Santos |

| 22 de outubro, 2019 16:00 [ Relatório] | Ágatha-Duda | 2 — 0       | Munezero-Musabyiwana | Hanyang District Beach Volleyball Center Público: 550 Árbitro(s): RUS Pavel Remizov OMA Hamed Alriyami |
| 22 de outubro, 2019 16:00 [ Relatório] | 21          | Set 1 Set 2 | 15 16                | Hanyang District Beach Volleyball Center Público: 550 Árbitro(s): RUS Pavel Remizov OMA Hamed Alriyami |

| 22 de outubro, 2019 17:00 [ Relatório] | Schneider-Koertzinger | 2 — 0       | Munezero-Musabyiwana | Hanyang District Beach Volleyball Center Público: 100 Árbitro(s): CHN Liu Yue CHN Yu Yang |
| 22 de outubro, 2019 17:00 [ Relatório] | 21                    | Set 1 Set 2 | 8 15                 | Hanyang District Beach Volleyball Center Público: 100 Árbitro(s): CHN Liu Yue CHN Yu Yang |

| 23 de outubro, 2019 17:00 [ Relatório] | Ágatha-Duda | 2 — 0       | Schneider-Koertzinger | Hanyang District Beach Volleyball Center Público: 500 Árbitro(s): CHN Hu Xuan CHN Chen Wenping |
| 23 de outubro, 2019 17:00 [ Relatório] | 21          | Set 1 Set 2 | 17                    | Hanyang District Beach Volleyball Center Público: 500 Árbitro(s): CHN Hu Xuan CHN Chen Wenping |

| 23 de outubro, 2019 17:00 [ Relatório] | Lin-Zhu | 2 — 0       | Munezero-Musabyiwana | Hanyang District Beach Volleyball Center Público: 550 Árbitro(s): BRA Ernani Santos OMA Hamed Alriyami |
| 23 de outubro, 2019 17:00 [ Relatório] | 21      | Set 1 Set 2 | 8 12                 | Hanyang District Beach Volleyball Center Público: 550 Árbitro(s): BRA Ernani Santos OMA Hamed Alriyami |

### Grupo C
|     |                          |     | Jogos | Jogos | Jogos | Pontos | Pontos | Pontos | Sets | Sets | Sets  |
| Pos | Equipe                   | Pts | T     | V     | D     | V      | P      | R      | V    | P    | R     |
| --- | ------------------------ | --- | ----- | ----- | ----- | ------ | ------ | ------ | ---- | ---- | ----- |
| 1   | Taiana-Talita            | 8   | 3     | 3     | 0     | 137    | 89     | 1.539  | 6    | 1    | 6,000 |
| 2   | Makroguzova-Rudykh       | 7   | 3     | 2     | 1     | 132    | 116    | 1.138  | 5    | 2    | 2.500 |
| 3   | Jiang-Zhao               | 3   | 3     | 1     | 2     | 107    | 117    | 0.915  | 2    | 4    | 0.500 |
| 4   | Alawaththage-Bogahalanda | 0   | 3     | 0     | 3     | 72     | 126    | 0.571  | 0    | 6    | 0,000 |

Resultados
| 21 de outubro, 2019 09:00 [ Relatório] | Taiana-Talita | 2 — 0       | Munezero-Musabyiwana | Hanyang District Beach Volleyball Center Público: 396 Árbitro(s): CHN Liu Hongyu CHN Song Xiaojun |
| 21 de outubro, 2019 09:00 [ Relatório] | 21            | Set 1 Set 2 | 6 9                  | Hanyang District Beach Volleyball Center Público: 396 Árbitro(s): CHN Liu Hongyu CHN Song Xiaojun |

| 21 de outubro, 2019 10:00 [ Relatório] | Makroguzova-Rudykh | 2 — 0       | Jiang-Zhao | Hanyang District Beach Volleyball Center Público: 356 Árbitro(s): BRA Ernani Santos CHN Shen Xianghong |
| 21 de outubro, 2019 10:00 [ Relatório] | 22 21              | Set 1 Set 2 | 20 18      | Hanyang District Beach Volleyball Center Público: 356 Árbitro(s): BRA Ernani Santos CHN Shen Xianghong |

| 22 de outubro, 2019 14:00 [ Relatório] | Taiana-Talita | 2 — 0       | Jiang-Zhao | Hanyang District Beach Volleyball Center Público: 560 Árbitro(s): OMA Hamed Alriyami RUS Pavel Remizov |
| 22 de outubro, 2019 14:00 [ Relatório] | 21            | Set 1 Set 2 | 12 13      | Hanyang District Beach Volleyball Center Público: 560 Árbitro(s): OMA Hamed Alriyami RUS Pavel Remizov |

| 22 de outubro, 2019 15:00 [ Relatório] | Makroguzova-Rudykh | 2 — 0       | Alawaththage-Bogahalanda | Hanyang District Beach Volleyball Center Público: 550 Árbitro(s): CHN Hu Xuan CHN Chen Yanzai |
| 22 de outubro, 2019 15:00 [ Relatório] | 21                 | Set 1 Set 2 | 12 13                    | Hanyang District Beach Volleyball Center Público: 550 Árbitro(s): CHN Hu Xuan CHN Chen Yanzai |

| 23 de outubro, 2019 14:00 [ Relatório] | Taiana-Talita | 2 — 1             | Makroguzova-Rudykh | Hanyang District Beach Volleyball Center Público: 510 Árbitro(s): CHN Shen Xianghong CHN Liu Yue |
| 23 de outubro, 2019 14:00 [ Relatório] | 21 17 15      | Set 1 Set 2 Set 3 | 15 21 11           | Hanyang District Beach Volleyball Center Público: 510 Árbitro(s): CHN Shen Xianghong CHN Liu Yue |

| 23 de outubro, 2019 15:00 [ Relatório] | Jiang-Zhao | 2 — 0       | Alawaththage-Bogahalanda | Hanyang District Beach Volleyball Center Público: 550 Árbitro(s): RUS Pavel Remizov BRA Ernani Santos |
| 23 de outubro, 2019 15:00 [ Relatório] | 21         | Set 1 Set 2 | 18 14                    | Hanyang District Beach Volleyball Center Público: 550 Árbitro(s): RUS Pavel Remizov BRA Ernani Santos |

## Fase final

#### Chaveamento
|  | Quartas-de-final | Quartas-de-final      | Quartas-de-final   | Quartas-de-final | Quartas-de-final |    |             | Semifinais    | Semifinais     | Semifinais     | Semifinais     | Semifinais     |                |    | Final | Final              | Final | Final | Final |  |  |
|  |                  |                       |                    |                  |                  |    |             |               |                |                |                |                |                |    |       |                    |       |       |       |  |  |
|  | 1A               | Wang-Xia              | 21                 | 22               | 20               |    |             |               |                |                |                |                |                |    |       |                    |       |       |       |  |  |
|  | 3B               | Schneider-Koertzinger | 14                 | 24               | 18               |    |             |               |                |                |                |                |                |    |       |                    |       |       |       |  |  |
|  | 3B               | Schneider-Koertzinger | 14                 | 24               | 18               |    | 1A          | Wang-Xia      | 21             | 21             | -              |                |                |    |       |                    |       |       |       |  |  |
|  |                  |                       |                    |                  |                  |    | 1A          | Wang-Xia      | 21             | 21             | -              |                |                |    |       |                    |       |       |       |  |  |
|  |                  | 2C                    | Makroguzova-Rudykh | 15               | 15               | -  |             |               |                |                |                |                |                |    |       |                    |       |       |       |  |  |
|  | 2A               | 2C                    | Makroguzova-Rudykh | 15               | 15               | -  | Bing-Yuan   | 19            | 19             | -              |                |                |                |    |       |                    |       |       |       |  |  |
|  | 2A               |                       |                    |                  |                  |    | Bing-Yuan   | 19            | 19             | -              |                |                |                |    |       |                    |       |       |       |  |  |
|  | 2C               | Makroguzova-Rudykh    | 21                 | 21               | -                |    |             |               |                |                |                |                |                |    |       |                    |       |       |       |  |  |
|  |                  |                       |                    |                  |                  |    |             |               |                |                |                |                |                |    | VSF1  | Wang-Xia           | 22    | 12    | 15    |  |  |
|  |                  |                       | VSF2               | Taiana-Talita    | 20               | 21 | 9           |               |                |                |                |                |                |    |       |                    |       |       |       |  |  |
|  | 1C               | Taiana-Talita         | 21                 | 22               | -                |    |             |               |                |                |                |                |                |    |       |                    |       |       |       |  |  |
|  | 2B               | Lin-Zhu               | 15                 | 20               | -                |    |             |               |                |                |                |                |                |    |       |                    |       |       |       |  |  |
|  | 2B               | Lin-Zhu               | 15                 | 20               | -                |    | 1C          | Taiana-Talita | 21             | 21             | -              |                |                |    |       |                    |       |       |       |  |  |
|  |                  |                       |                    |                  |                  |    | 1C          | Taiana-Talita | 21             | 21             | -              |                |                |    |       |                    |       |       |       |  |  |
|  |                  | 3C                    | Jiang-Zhao         | 11               | 15               | -  |             |               | Terceiro lugar | Terceiro lugar | Terceiro lugar | Terceiro lugar | Terceiro lugar |    |       |                    |       |       |       |  |  |
|  | 1B               | 3C                    | Jiang-Zhao         | 11               | 15               | -  | Ágatha-Duda | 19            | Terceiro lugar | Terceiro lugar | Terceiro lugar | Terceiro lugar | Terceiro lugar | 21 | 9     |                    |       |       |       |  |  |
|  | 1B               |                       |                    |                  |                  |    | Ágatha-Duda | 19            |                |                |                |                |                | 21 | 9     |                    |       |       |       |  |  |
|  | 3C               | Jiang-Zhao            | 21                 | 9                | 15               |    |             |               |                |                |                |                |                |    | PSF1  | Makroguzova-Rudykh | 21    | 21    | -     |  |  |
|  |                  |                       |                    |                  |                  |    |             |               |                |                |                |                |                |    | PSF2  | Jiang-Zhao         | 18    | 16    | -     |  |  |

### Semifinal
Resultados
| 25 de outubro, 2019 15:00 [ Relatório] | Wang-Xia | 2 — 0       | Makroguzova-Rudykh | Hanyang District Beach Volleyball Center Público: 570 Árbitro(s): OMA Hamed Alriyami BRA Ernani Santos |
| 25 de outubro, 2019 15:00 [ Relatório] | 21       | Set 1 Set 2 | 15 13              | Hanyang District Beach Volleyball Center Público: 570 Árbitro(s): OMA Hamed Alriyami BRA Ernani Santos |

| 25 de outubro, 2019 16:00 [ Relatório] | Taiana-Talita | 2 — 0       | Jiang-Zhao | Hanyang District Beach Volleyball Center Público: 550 Árbitro(s): RUS Pavel Remizov OMA Hamed Alriyami |
| 25 de outubro, 2019 16:00 [ Relatório] | 21            | Set 1 Set 2 | 11 15      | Hanyang District Beach Volleyball Center Público: 550 Árbitro(s): RUS Pavel Remizov OMA Hamed Alriyami |

### Disputa pelo bronze
Resultado
| 26 de outubro, 2019 15:00 [ Relatório] | Makroguzova-Rudykh | 2 — 0       | Jiang-Zhao | Hanyang District Beach Volleyball Center Público: 1.100 Árbitro(s): OMA Hamed Alriyami BRA Ernani Santos |
| 26 de outubro, 2019 15:00 [ Relatório] | 21                 | Set 1 Set 2 | 18 16      | Hanyang District Beach Volleyball Center Público: 1.100 Árbitro(s): OMA Hamed Alriyami BRA Ernani Santos |

### Final
Resultado
| 26 de outubro, 2019 16:00 [ Relatório] | Wang-Xia | 2 — 1             | Taiana-Talita | Hanyang District Beach Volleyball Center Público: 1.500 Árbitro(s): RUS Pavel Remizov OMA Hamed Alriyami |
| 26 de outubro, 2019 16:00 [ Relatório] | 22 12 15 | Set 1 Set 2 Set 3 | 20 21 9       | Hanyang District Beach Volleyball Center Público: 1.500 Árbitro(s): RUS Pavel Remizov OMA Hamed Alriyami |